# Röya

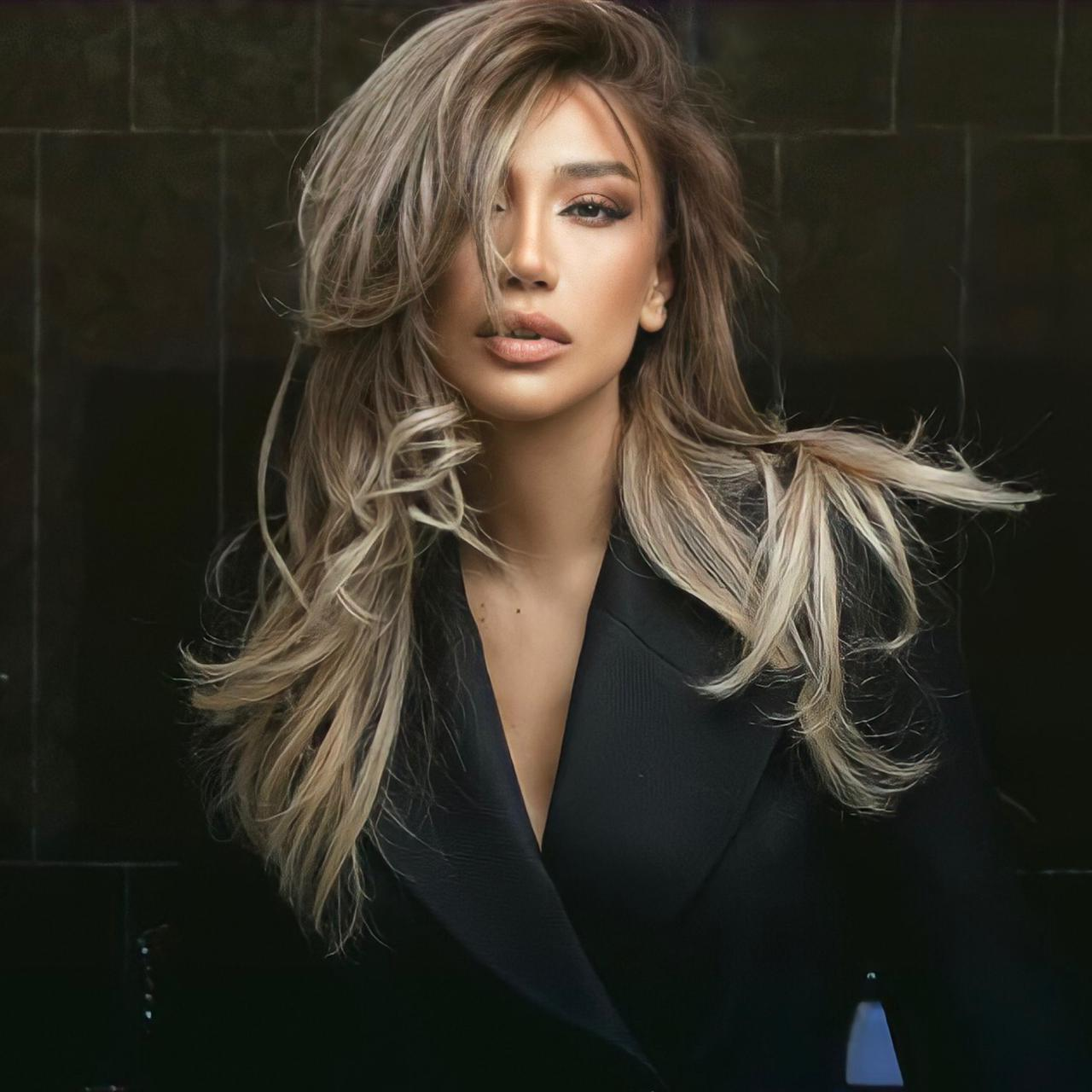
Röya

Röya Ayxan (* 14. Juni 1982 in Ağdam) ist eine aserbaidschanische Pop-Sängerin und Schauspielerin, die auf Aserbaidschan-Türkisch singt.

## Leben und Karriere
Röya wurde 1982 in Ağdam im gleichnamigen Rajon geboren, wuchs aber in Baku auf. Von 1989 bis 1993 besuchte sie die Grundschule Nr. 5 im Stadtteil Nasimi. Im Alter von 13 Jahren gründeten sie und ihre Freunde eine Band namens W-trio. Mitglieder und -Gründer waren u. a. Elnarə Xəlilova und Natavan Həbibi. 1999 wurde W.trio aufgelöst. Innerhalb der Band wurden die Bandmitglieder und später die Öffentlichkeit auf Ayxans musikalische Fähigkeiten aufmerksam. 2004 begann sie ein Studium „Grundlagen der Völkerkunde“ an der Staatlichen Universität Baku. Im darauf folgenden Jahr brach sie ihr Studium ab und studierte anschließend Musik.
Im Mai 2004 brachte Ayxan ihr erstes Studioalbum Söyle heraus, das in Aserbaidschan sehr erfolgreich wurde. Noch im selben Jahr gab sie zehn Live-Auftritte in Baku und weitere fünfzehn außerhalb. Ende 2005 trat sie im Heydar-Aliyev-Palast öffentlich auf. Daraufhin gewann Ayxan den International Young Artist Competition Award in Jalta auf der Halbinsel Krim im Bereich Publikumssympathie und ging als Siegerin der Nominierung hervor. Ihr zweites Konzert gab sie 2006 in Baku.
Mitte August veröffentlichte sie ihr zweites Studioalbum İlgar. Am 15. und am 16. September desselben Jahres trat Ayxan am Şəfa-Stadion auf, und nicht wie geplant, nahe dem Nationalpark. Nach einer Umfrage von The Artist wurden Ayxans beide Konzerte für das „Konzert des Jahres“ nominiert.
Röya war von 2008 bis 2014 mit Anar Cəlilov liiert. Am 25. Oktober 2009 gaben sich beide das Ja-Wort. Noch im selben Jahr brachte sie einen Sohn zur Welt. Ende 2014 reichte Ayxan die Scheidung ein.
In den Jahren 2017 und 2020 gewann sie jeweils einen Altın Kelebek Award in der Kategorie Künstlerin des Jahres Aserbaidschan.

## Diskografie

### Alben
- 2004: Söylə
- 2006: İlqar
- 2008: Gel Danış
- 2008: Aldatma
- 2009: Bax
- 2014: Sene Ehtiyacim Var
- 2018: Feat.
- 2023: 14/41

### Kompilationen
- 2015: The Best Compilations
- 2018: Best Hits
- 2019: Best Compilation, Vol. 1
- 2019: Best Compilation, Vol. 2
- 2019: Best Compilation, Vol. 3
- 2019: Best Compilation, Vol. 4

### Singles (Auswahl)
- 2012: Gönder
- 2013: Günahsız Günahım
- 2013: Gemiciler
- 2015: Kesin Bilgi (mit Ozan Çolakoğlu)
- 2016: Yolun Açık Olsun
- 2017: O Konu (mit Soner Sarıkabadayı)
- 2018: Bilmirdin
- 2018: Ummadığım Anda
- 2018: Afaki
- 2018: İnsanam
- 2019: Bağışlaram
- 2019: Dama Dama
- 2019: Nazlı
- 2021: Dolunay
- 2021: Tövbe Tövbe
- 2022: Ağla

## Filmografie
- Məhəllə (2003)
- Yanmış körpülər (2007)
- İstanbul tətili (2007)
- Aktrisa (2011)

## Auszeichnungen
- 2017: Altın Kelebek Award in der Kategorie Künstlerin des Jahres Aserbaidschan
- 2020: Altın Kelebek Award in der Kategorie Künstlerin des Jahres Aserbaidschan